# Whiteside Hill
Whiteside Hill är en kulle i Antarktis. Den ligger i Västantarktis. Argentina, Chile och Storbritannien gör anspråk på området. Toppen på Whiteside Hill är 330 meter över havet.
Terrängen runt Whiteside Hill är platt åt nordost, men åt sydväst är den kuperad. Trakten är obefolkad. Det finns inga samhällen i närheten.